# Explosions de Tianjin en 2015
Les explosions de Tianjin en 2015 ont eu lieu à partir du 12 août 2015 vers 23 h 30 dans un entrepôt chimique du nouveau district de Binhai, une importante zone économique spéciale du port de Tianjin, en république populaire de Chine.
L'entrepôt ayant explosé contenait plus de 2 400 tonnes de produits toxiques dont 700 tonnes de cyanure de sodium. Le bilan fait état de 173 morts et près de 800 blessés.

## Contexte

Plan du Tianjin Port Container Logistics Center (Centre logistique des conteneurs du port de Tianjin).

Située à près de 150 kilomètres au sud-est de Pékin, l'agglomération de Tianjin compte 14 millions d'habitants et possède l'un des ports les plus actifs au monde.
Créé en 2009, le nouveau district de Binhai connaît une importante croissance portée par la construction de plusieurs parcs industriels. Le développement est facilité par l'application de lois spéciales et de restrictions de propriété visant à favoriser le commerce international. Tianjin est ainsi devenu le 11e port au monde pour le trafic de marchandises, avec 14 millions de conteneurs standards transportés en 2014. Avec une croissance de 8 % de son trafic cette année-là, le port de Tianjin se classe devant les ports de Rotterdam, Hambourg ou Anvers. Sur ce complexe industriel, des entreprises chinoises côtoient des multinationales comme Airbus, John Deere ou Wal-Mart.

## Déroulement des faits

### Entreprise concernée
La société Tianjin Dongjiang Port Rui Hai International Logistics Co. Ltd (天津东疆保税港区瑞海国际物流有限公司), fondée en 2011, est propriétaire des locaux concernés par les explosions. Les activités de cette société concernent notamment le stockage, le transfert et la distribution de produits chimiques dangereux. L'entreprise emploie soixante-dix salariés pour un chiffre d'affaires annuel de 30 millions de yuans, soit 4,2 millions d'euros. À la suite des explosions du 12 août, ses dirigeants ont été arrêtés.
L'entreprise appartient à Dong Shexuan, le fils d'un ancien chef de la police du port de Tianjin pour 45 % des parts et le reste est détenu par Yu Xuewei, un ancien dirigeant du groupe public Sinochem, une grande entreprise chinoise de l'industrie chimique. Ces deux actionnaires sont dissimulés derrière des prête-noms.

### Événements du 12 août

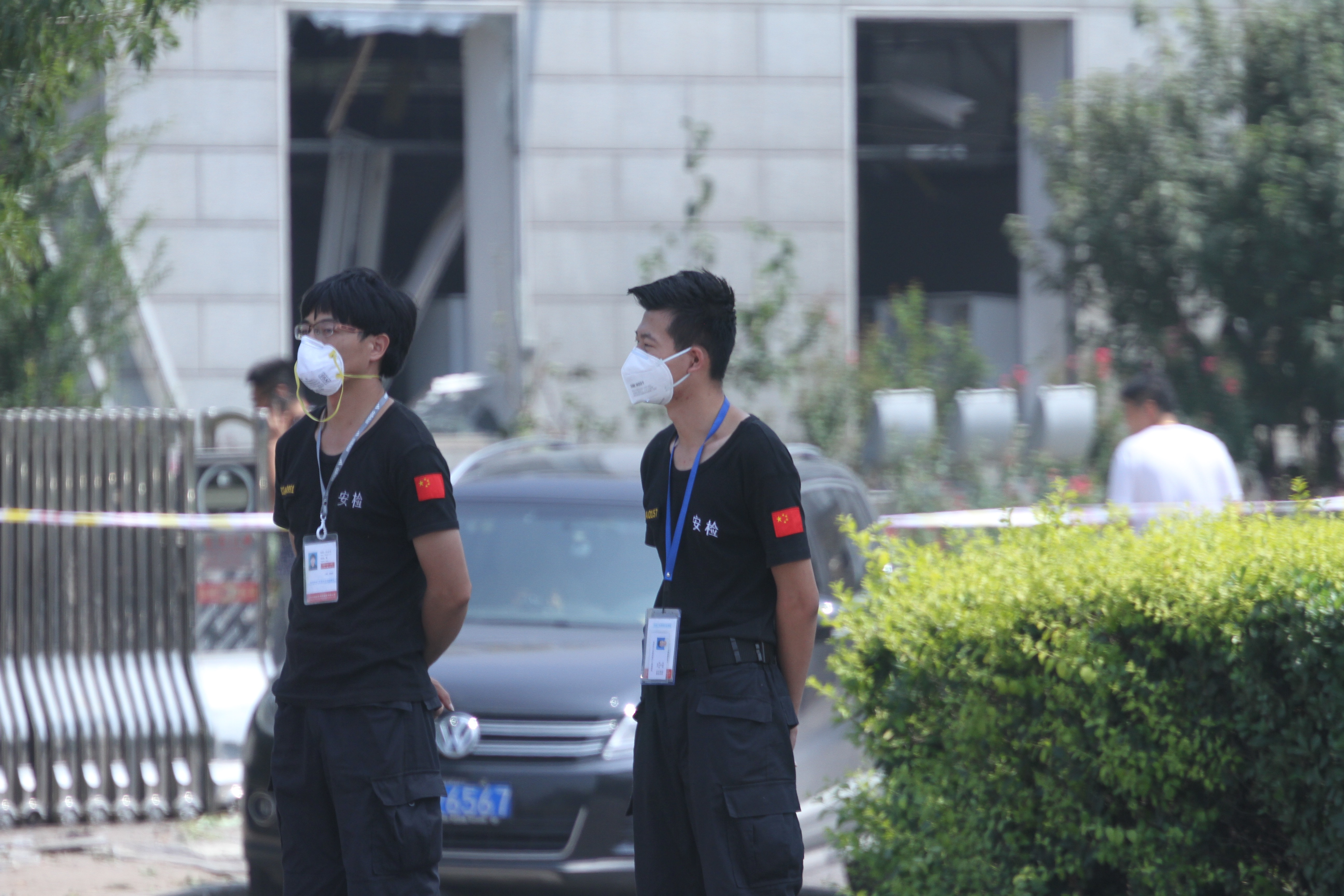
Site des explosions.

Vers 22 h 50, plusieurs équipes de pompiers sont appelées pour éteindre un incendie dans un entrepôt où sont stockées d'importantes quantités de carbure de calcium. Au contact de l'eau, le carbure de calcium produit de l'acétylène, un gaz extrêmement explosif qui s'accumule dans l'entrepôt et provoque deux explosions à 30 secondes d'intervalle.
La première explosion, enregistrée vers 23 h 30, a une puissance équivalente à la détonation de 3 tonnes de TNT ou à un séisme de 2,3 sur l'échelle de Richter. La seconde correspond à 21 tonnes de TNT ou à une magnitude de 2,9, et produit une boule de feu haute de plusieurs centaines de mètres. Elle est assez forte pour être enregistrée par un satellite météo japonais et son onde de choc est ressentie sur plusieurs kilomètres. De nombreux habitants croient à un tremblement de terre et quittent leur habitation[réf. souhaitée].
Rapidement, un millier de pompiers et cent cinquante véhicules sont mobilisés pour combattre l'incendie et rechercher des survivants. Dix mille soignants, répartis dans dix hôpitaux, et deux cent quatorze soldats spécialisés dans les catastrophes nucléaires, biologiques et chimiques sont également dépêchés sur place. De nombreux taxis et conducteurs proches du lieu de la catastrophe se dévouent pour emmener les blessés, touchés pour la plupart par des débris, dans les hôpitaux de la ville. Le lendemain matin, des images aériennes montrent un quartier complètement dévasté.

### Interventions ultérieures au 12 août
L'incendie continue le lendemain des explosions mais l'intervention des pompiers est compliquée. La zone de l'explosion contenait de nombreux stocks de produits toxiques, dont un stock de potassium et 700 tonnes de cyanure de sodium (70 fois la limite légale de stockage). En réagissant avec l'eau utilisée pour éteindre l'incendie, ces substances produisent du cyanure d’hydrogène, un produit hautement toxique, rapidement mortel par inhalation.
Le 15 août, trois jours après le début de la catastrophe, les incendies perdurent. L'agence Xinhua signale de nouvelles explosions créant une troisième colonne de fumée noire.
Des barrages de sable et de terre sont construits autour de 100 000 m2 de terrains du site pour éviter les fuites de cyanure et d’autres polluants. Le 17 août, les pompiers combattent toujours des incendies dans cette zone. Une petite explosion se produit également ce jour-là.
Le 21 août, quatre nouveaux incendies sont signalés.

## Origines
La première explosion a eu lieu dans un entrepôt où des produits chimiques étaient stockés. Des projectiles enflammés sont à l'origine d'une deuxième explosion beaucoup plus importante.

### Produits concernés
L'entrepôt ayant explosé contenait plus de 2 400 tonnes de produits toxiques. Selon André Picot, chimiste toxicologue honoraire au centre national de la recherche scientifique, « Dans un premier temps, c’est probablement la réaction entre le carbure de calcium et de l’eau qui a engendré de l’acétylène, gaz extrêmement explosif et qui expliquerait les deux boules de feu observées ». Puis l’explosion a touché les stocks de cyanure de sodium et de potassium. « Les cyanures sont des sels alcalins, se présentant sous forme d’une poudre cristalline, relativement stable ». En revanche le contact entre le cyanure de sodium et une substance acide en présence d’eau (une simple pluie ou l’eau déversée par les pompiers), y compris en faible quantité, est particulièrement dangereux et permet la formation de cyanure d’hydrogène, un produit « hautement toxique » et mortel par inhalation.

### Interventions des pompiers
L'intervention des pompiers est pointée du doigt comme l'un des facteurs ayant contribué à la catastrophe. Les équipes appelées sur l'incendie initial n'auraient pas été prévenues de la présence de produits chimiques pouvant réagir à l'eau. Les 25 pompiers arrivés sur le site sont tous morts. Le bilan officiel du 13 septembre avance 99 pompiers morts sur un total de 173 victimes.
Les statistiques officielles font état de 130 000 sapeurs-pompiers chinois, nombre faible à l'échelle du pays, dont la majorité est employée non pas par le gouvernement mais par les entreprises privées ayant une activité à risque: c'est notamment le cas dans le port de Tianjin. Généralement jeunes et issus des campagnes pauvres du pays, ces pompiers ne reçoivent qu'une formation sommaire. À la suite de la catastrophe, de nombreuses voix se sont élevées pour modifier la gestion des sapeurs-pompiers en Chine.

### Urbanisme
Une des causes structurelles de la catastrophe serait la corruption : des logements ont été construits à proximité immédiate du site, alors qu'une réglementation chinoise interdit celles-ci à moins d'un kilomètre d’entrepôts à risque. Les premières habitations étaient à moins de 600 mètres des entrepôts contenant les produits chimiques, dont les 700 tonnes de cyanure de sodium.

## Conséquences

Carte du port de Tianjin en 2011.

### Victimes
Un bilan provisoire fait état d'au moins 114 morts, 70 disparus et près de 700 blessés. Plus tard, le bilan a été porté à 121 morts et 50 disparus. Le 24 août, le bilan officiel s'établit à 129 morts dont 76 pompiers et 7 policiers. Le 25 août, le bilan officiel est de 135 morts dont 81 pompiers et 7 policiers. Le 26 août Xinhua annonce 139 morts dont 84 pompiers, 8 policiers et 47 autres personnes. 34 personnes sont disparues dont 20 pompiers, 3 policiers et 11 autres personnes. 527 victimes sont hospitalisées, dont 34 sont dans un état grave. Mais 272 personnes ont quitté l'hôpital. Le 28 août Xinhua donne 146 morts et 26 disparus. Un mois après la catastrophe, un bilan de 173 morts est donné par le The Guardian. Parmi ces 173 victimes, 99 sont des pompiers et 11 des policiers, 8 corps (comptabilisés dans les 173 victimes) n'ont pas été retrouvés.
L'agence de presse Xinhua informe que 17 000 ménages et 1 700 entreprises sont victimes de la catastrophe. Environ 6 000 personnes ont été évacuées dans une zone de trois kilomètres autour des zones sinistrées.
Les 15 et 16 août, des proches des victimes ont interrompu des points-presse des autorités pour « critiquer le manque de transparence de Pékin ».

### Évacuation des populations
Selon des médias chinois, des populations proches du site de la catastrophe sont évacuées, à partir du 15 août, par crainte de pollution, du cyanure de sodium y ayant été découvert. Le journal des Nouvelles de Pékin indique que l'évacuation concerne un rayon de 3 kilomètres autour du site. L'opération a été menée par des policiers armés.
La zone concernée dégage une odeur âcre, le personnel des services d’urgence est doté de masque de protection. La commission nationale de la santé conseille à la population de porter des pantalons et des masques.
Lundi 17 août, une centaine de manifestants réclament des réparations au gouvernement et protestent contre l'absence d'informations sur le nombre exact de victimes et les risques de contamination chimique.

### Destructions

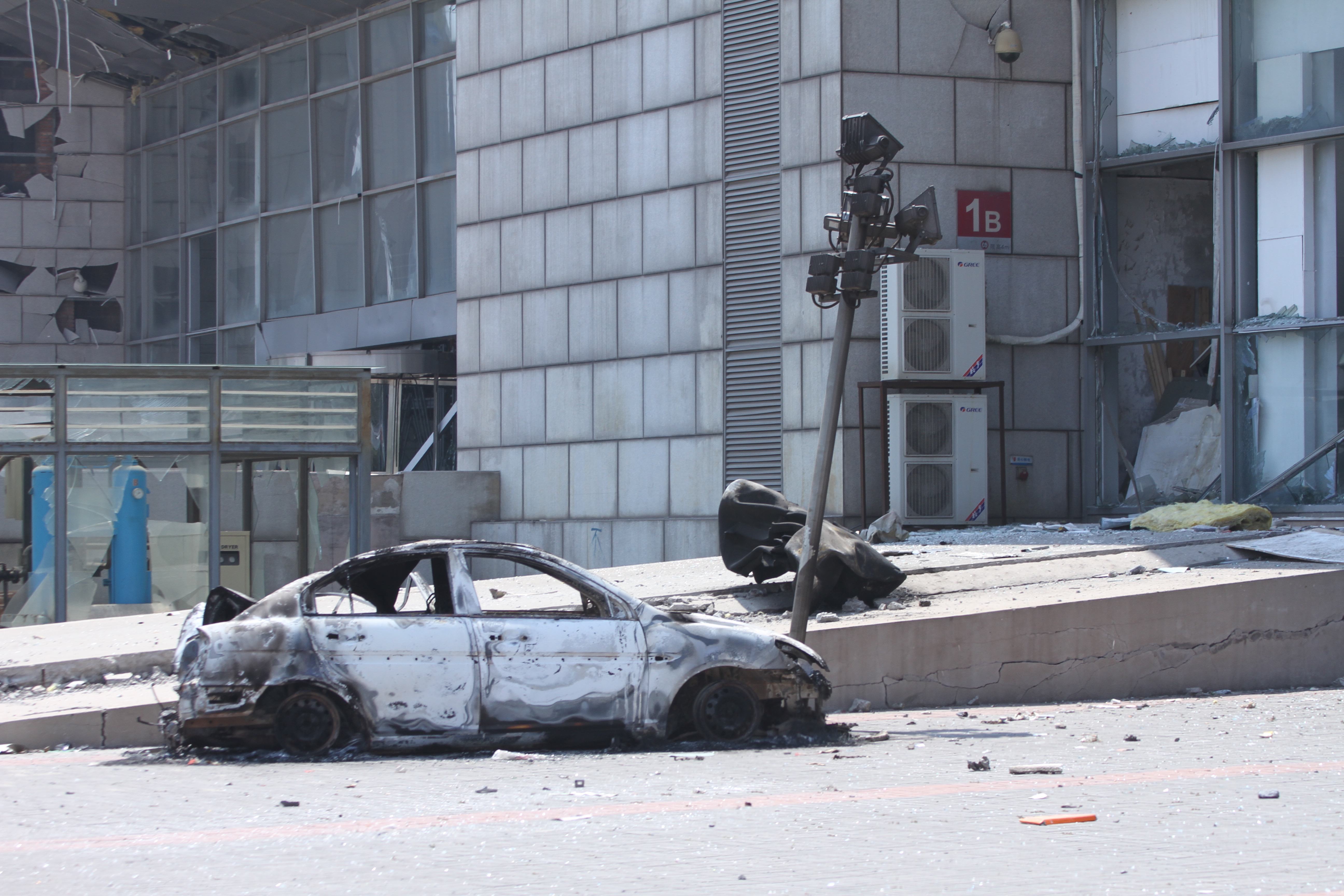
Restes d'une voiture et bâtiment endommagé, le lendemain matin.

Des centaines de conteneurs entreposés dans un des principaux ports de Chine ont été endommagés. Selon la presse locale, environ dix mille voitures importées neuves, stockées dans un dépôt, ont été détruites par les explosions, dont près de 2 750 véhicules Volkswagen et plus de 1 000 voitures Renault.

### Pollutions

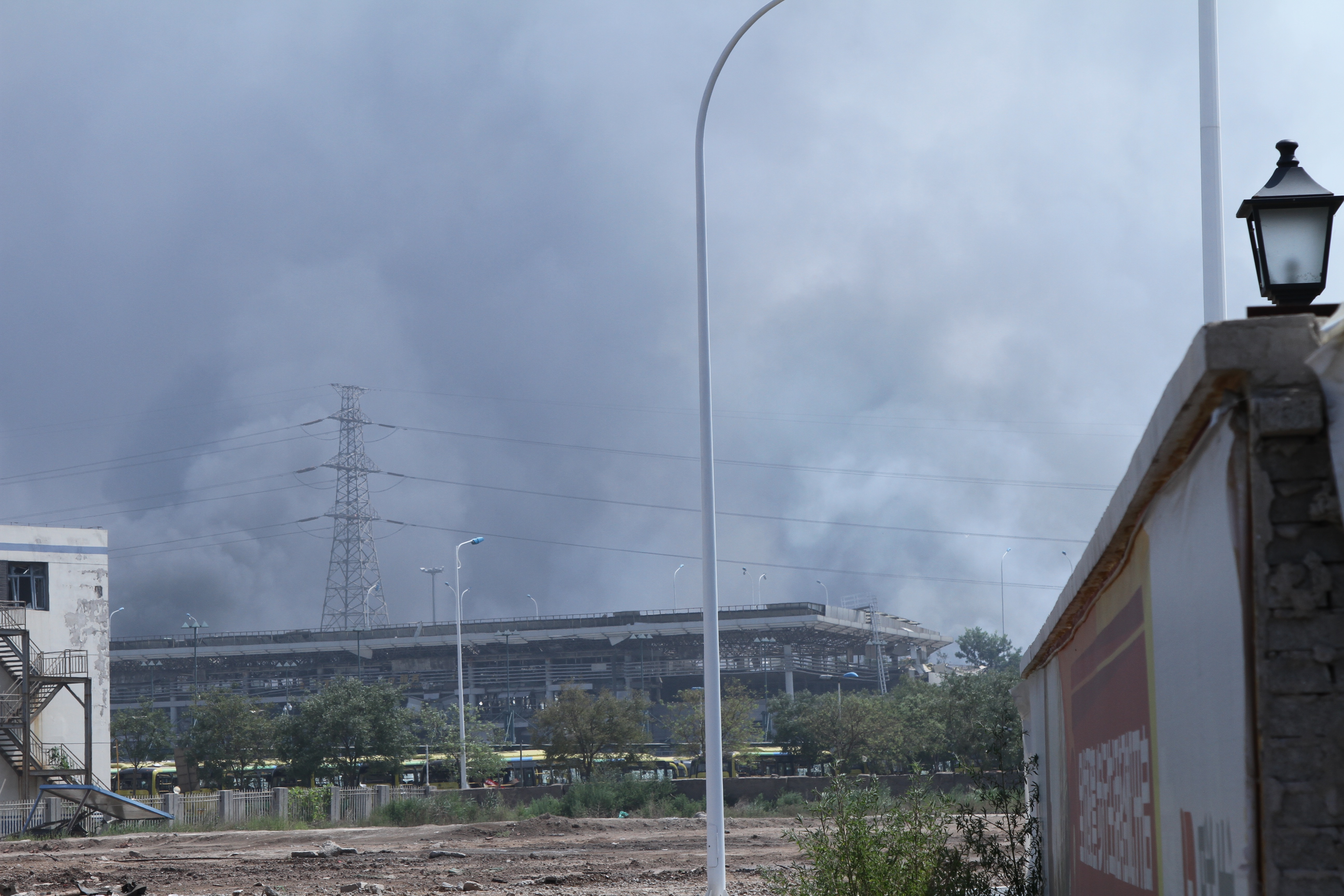
Fumées, le lendemain matin.

L'entrepôt ayant explosé contenait plus de 2 400 tonnes de produits toxiques.
Les journaux chinois, dont le China Daily, parlent le lendemain matin de la catastrophe de léger dépassement de la norme nationale de dioxyde de soufre, de dioxyde de carbone et de particules fines, mais également de détection d'autres produits plus toxiques, notamment une concentration de toluène, un solvant, présent selon une proportion 3,7 mg·m-3 dans l'air, tandis que la norme nationale est fixée à 2,4 mg·m-3.
Les autorités de la ville déclarent que les produits toxiques sont détectés dans un rayon de cinq cents mètres autour du sinistre, mais qu'ils ne le sont plus à deux kilomètres du sinistre. L'époxyéthane, un gaz cancérigène, est également détecté dans la zone, mais à des doses qui ne posent pas de problèmes pour la population. Le journal d'État chinois, Le Quotidien du Peuple, indique que sept cents tonnes de cyanure de sodium se trouvaient entreposées sur le site.
L'ONG Greenpeace évoque la présence de particules de cyanure de sodium, de diisocyanate de toluène et de carbure de calcium. Ces produits chimiques sont dangereux pour la santé humaine. Le cyanure de sodium est très toxique. Il est ininflammable et réagit au contact de l'eau en formant des gaz inflammables.Les deux autres produits peuvent provoquer des explosions au contact de l'eau, ce qui complique l'intervention des pompiers.
Le 16 août, les autorités chinoises confirment la présence de cyanure sur le site. Le général Shi Luze, chef d'état-major de la région militaire de Pékin, indique que « plusieurs centaines de tonnes » de cyanure sont repérées en deux endroits du site.
Le Monde a repris une information de l'agence Chine nouvelle indiquant que la quantité de cyanure dans les eaux usées était dix fois supérieure à la normale, avant de revenir à un seuil de deux fois la normale. Le 17 août, Greenpeace, après avoir testé les eaux de surface, indique que les « niveaux de cyanure mesurés n'étaient pas élevés » ; toutefois cela n'exclut pas la présence d'autres produits dangereux et des contaminations ultérieures. Lors des pluies du 18 août, une mousse blanche est apparue dans les rues de Tianjin comme le montre une photo sur les réseaux sociaux. Les autorités ont censuré la photo, mais elle a été récupérée par le site Weiboscope de Hong Kong. Après l’apparition de cette mousse blanche, les autorités locales demandent aux habitants de « ne pas rester sous la pluie ni de manipuler la poussière omniprésente dans la ville ». Des journalistes locaux signalent des démangeaisons et des irritations sur leurs bras et leurs mains. Des poissons morts parsèment le fleuve Hai He qui traverse la ville de Tianjin. Toutefois, les autorités indiquent qu'il n'y a pas de lien entre la catastrophe et cette mortalité.
Laura Verdier, consultante indépendante en environnement, regrette lors de ses interviews sur I>Télé les 17 et 21 août, que "le principe de précaution n'ait pas été mis en œuvre" pour protéger les habitants et le milieu naturel des pollutions de l'air et de l'eau générées par les explosions du 12 août,.
Une dizaine de jours après les explosions, les autorités chinoises laissent plusieurs poules et lapins sur le site de la catastrophe pour rassurer la population quant aux produits toxiques vaporisés par l'explosion. Les animaux survivent mais ne convainquent pas pour autant la population que la zone est sans danger.

### Économie
L'universitaire Claude Meyer indique que le coût de la catastrophe, pour les assureurs, serait de l'ordre de 1 à 1,5 milliard de dollars, soit 0,9 à 1,35 milliard d'euros selon des analystes du Crédit suisse en se basant sur les informations des médias chinois.
Les activités du port de Tianjin ont repris le 17 août, toutefois le site d'information Hellenic Shipping News, spécialisé dans le transport maritime, envisage des « perturbations majeures » des circuits économiques.

## Enquête
Le 16 août, l'agence Chine nouvelle informe que des procureurs d'État ont engagé une enquête pour déterminer s'il y a eu des « abus de pouvoir ou des fautes par négligence » .
Dix dirigeants de l'entreprise Tianjin Donjiang Port Ruihai International Logistics ont été arrêtés. Parmi eux se trouvent son président, Li Liang, et Cao Haijun, son vice-président. Dong Shexuan, le fils d'un ancien chef de la police du port de Tianjin est aussi arrêté, il contrôle 45 % des parts de la société, toutefois, celles-ci sont au nom d'un ami. « J'ai demandé à mon condisciple de garder ces actions en mon nom, à cause de mon père. Si la nouvelle que je faisais ce genre d'investissements s'était ébruitée, cela aurait pu avoir des répercussions néfastes ». Dong Shexuan indique avoir sollicité ses relations politiques pour obtenir les permis nécessaires et passer sans problème les inspections. Pour le quotidien Le Monde, ces propos, rapportés par l'agence Chine nouvelle, montrent que Pékin souhaite mettre en avant les carences des responsables locaux, et essayer ainsi de détourner la colère des Chinois et éviter de faire apparaître les responsabilités au niveau national.
Par ailleurs Yang Dongliang (en), ancien maire adjoint de Tianjin (2001-2012), avant d'être nommé directeur de l'Administration d'État de la sécurité du travail, a aussi été arrêté pour corruption sans que l'on sache s'il existe un lien avec la catastrophe.
Le 27 août 2015, les responsables de l'entreprise sont officiellement arrêtés ainsi que 11 dirigeants politiques au niveau local.
En novembre 2016, les tribunaux chinois avaient ordonné l'incarcération de 49 personnes impliquées dans l'explosion, selon les médias gouvernementaux. Les charges retenues contre elles allaient de l'entreposage illégal de matériaux dangereux à l'abus de pouvoir.
Huang Xingguo, l'ancien maire de la ville, qui a dirigé le comité chargé de gérer la catastrophe, a été condamné en 2017 à 12 ans de prison pour corruption.

## Réactions

### Officiels chinois
Le président chinois Xi Jinping s'est engagé à infliger « des punitions sévères si des manquements étaient découverts ». Il déclare en outre, le 15 août, que « les explosions de Tianjin et une série d'accidents industriels récents avaient mis au jour de sérieuses défaillances dans le domaine de la sécurité au travail ». Le pays doit en tirer de « profondes leçons ». Il exhorte à mieux coopérer à tous les niveaux pour assurer la sécurité et organise une réunion de travail sur le thème de la sécurité.
La vice-premier ministre Liu Yandong s'est rendue sur place dans la soirée du 13 août, envoyée par le président Xi Jinping et le Premier ministre Li Keqiang, afin de s'assurer que les blessés reçoivent les meilleurs soins possibles.
Le 16 août, le Premier ministre Li Keqiang s'est rendu, lui aussi, sur place et a promis d'engager une enquête et de trouver les responsables qui « seront sévèrement sanctionnés ». Il a signalé par ailleurs une situation « très compliquée, toutes sortes de composants chimiques s'étant mélangés ».

### Communauté internationale
La communauté internationale a apporté son soutien aux autorités chinoises et aux victimes de la catastrophe. L'Union européenne est prête à aider la Chine. Vladimir Poutine, président de la Russie, et John Kerry, secrétaire d'État des États-Unis, ont exprimé leurs condoléances. Laurent Fabius, ministre des Affaires étrangères et du Développement international, a fait part de son émotion et de sa solidarité. Philip Hammond, Secrétaire d'État des Affaires étrangères et du Commonwealth, a exprimé les condoléances du Royaume-Uni. Le secrétaire général de l'ONU Ban Ki-moon a exprimé sa tristesse et a adressé ses condoléances « aux familles des victimes, y compris à ces pompiers qui ont fait le sacrifice ultime ».
Le pape François, est intervenu le 15 août : « Mes pensées vont en ce moment à la population de la ville de Tianjin dans le nord de la Chine, où des explosions dans la zone industrielle ont causé de nombreux morts et de blessés et d’importants dégâts ». Il annonce également prier pour les victimes de la catastrophe. La télévision chinoise a repris ce message.
Le 19 août, Baskut Tuncak, un expert auprès du Haut-Commissariat des Nations unies aux droits de l'homme critique « le manque de transparence des autorités chinoises dans le traitement et le stockage des substances dangereuses à la suite des explosions de Tianjin ».

### Organisations non gouvernementales
Selon China Labour Bulletin, une ONG hongkongaise qui intervient sur Radio Free Asia, les règles de sécurité sont multiples en Chine, mais peu appliquées, « la sécurité passant après la recherche du profit ».
Greenpeace Asie, une ONG de défense de l'environnement, indique que « 13 accidents liés à des explosions dans des usines de produits chimiques se sont produits en Chine » depuis le 1er janvier 2015. Elle considère que « la gravité des explosions de Tianjin doit servir de signal d’alarme pour le gouvernement chinois » et demande de « combler les lacunes de la réglementation en vigueur et de veiller à ce qu’elle soit appliquée de manière effective ». Greenpeace indique que quatre autres ports chinois sont dans le même cas que Tianjin.
Reporters sans frontières condamne le contrôle de l’information instauré par les responsables chinois.

## Couverture médiatique

### Traitement de l'information
Les médias officiels critiquent la piètre communication des responsables locaux. Ainsi le Global Times indique « pendant les premières dizaines d'heures, les autorités municipales n'ont fourni que de très maigres informations », « Une réaction trop tardive donne libre cours aux plus folles rumeurs, et cela affaiblit la confiance générale dans les autorités ». Le China Daily considère que « le manque de détails avérés a conduit à l'apparition de théories du complot ». Des critiques inhabituelles selon Le Figaro, « alors que le régime verrouille l'information à chaque grand désastre... et que la censure sur les évènements de Tianjin continuait de battre son plein sur l'internet chinois, supprimant les articles jugés alarmistes et ratissant les réseaux sociaux ». La chaîne de télévision Tianjin TV est moquée sur les réseaux du Web chinois pour avoir diffusé des séries sud-coréennes pendant une grande partie du 13 août plutôt que de communiquer sur la catastrophe.
Le sinologue Jean-Pierre Cabestan note des conflits d’intérêts expliquant le « cafouillage des autorités, qui ont d’abord tenté de minimiser l’affaire ». Le grand reporter Martine Laroche-Joubert, présente sur place, indique que les journalistes chinois furent les premiers à sortir l'information de la présence de 700 tonnes de cyanure de sodium, mais beaucoup ont vu leur site supprimé sur internet, car les autorités chinoises n'avaient pas encore reconnu cette information.

### Rumeurs et censure
Des rumeurs se sont répandues en grand nombre sur Weibo et WeChat et, dans une moindre mesure, dans les médias traditionnels. Certaines étaient erronées : « les substances toxiques ont été emportées par le vent jusqu'à Pékin et il faudra peut-être porter des masques », « tout un quartier a été rasé par l'explosion et il n'y a aucun survivant », « la mort a frappé un grand nombre de personnes : au moins mille personnes ont été tuées, dont les pompiers de plusieurs brigades ». D'autres rumeurs étaient exagérées ou inventées : « un responsable de la police m'a dit qu'il avait participé à l'enlèvement de 200 à 300 cadavres ». « l'explosion a volatilisé toute chose et toute personne dans un rayon d'1 km ». Selon l’agence Xinhua, plus de 360 comptes sur les réseaux sociaux ont été fermés ou suspendus pour « propagation de rumeurs ».